# André Lima (voleibolista)
 André Lima Perlingeiro (Rio de Janeiro, 30 de agosto de 1969) é um  ex-jogador de voleibol de praia do brasileiro, que foi um dos atletas pioneiros no Circuito Mundial de Vôlei de Praia, conquistando no mesmo a primeira medalha de ouro  de uma dupla brasileira ocorrida na temporada de 1990 e conquistou a medalha de bronze no torneio de exibição dos Jogos Olímpicos de Barcelona em 1992.

## Carreira
Na temporada de 1989 formava dupla com Guilherme Marques e assim disputou o correspondente Circuito Mundial de Vôlei de Praia., edição com três etapas, participaram apenas do Aberto do Rio de Janeiro no qual finalizaram na sétima colocação
Na jornada esportiva de 1990  voltou a competir ao lado de Guilherme Marques na edição do Circuito Mundial de Vôlei de Praia, evento com quatro torneios,  encerram na quarta colocação no Aberto do Rio de Janeiro., e alcançaram um grande feito ao conquistar o título do Aberto de Sète, na França; na sequencia terminaram na nona posição no Aberto de Lignano Sabbiadoro, na Itália
E formando dupla com Guilherme Marques disputou duas etapas do Circuito da AVP (Associação de Vôlei Profissional Americana) ou AVP Pro Beach Tour, obtendo o décimo sétimo lugar na etapa de Phoenix (Arizona) e a décima terceira colocação na etapa de Fort Lauderdale.
Ainda em 1991 disputou com Guilherme Marques da temporada do Circuito Mundial de Vôlei de Praia, edição com seis torneios, alcançaram no Aberto do Rio de Janeiro a medalha de bronze., os vice-campeonatos no Aberto de Sydney, na Austrália e no Aberto de Yokohama, no Japão; novamente obtiveram o bronze no Aberto de Cap d'Agde, na França, no Aberto de Cattolica, na Itália e também no Aberto de Almeria
Com Guilherme Marques disputou a edição do Circuito Mundial de Vôlei de Praia de 1992, edição com seis torneios, conquistaram a medalha de prata no Aberto de Sydney., o quinto lugar no Aberto do Rio de Janeiro; voltaram a competir no Aberto de Almeria, conquistando a medalha de bronze,torneio que serviu para torneio de exibição da modalidade na edição dos Jogos Olímpicos de Verão em Barcelona; e finalizou na nona colocação no Aberto de Lignano Sabbiadoro

## Títulos e resultados
- Aberto de Sète do Circuito Mundial de Vôlei de Praia:1990[6]
- Aberto de Sydney do Circuito Mundial de Vôlei de Praia:1992[17]
- Aberto de Yokohama do Circuito Mundial de Vôlei de Praia:1991[12]
- Aberto de Sydney do Circuito Mundial de Vôlei de Praia:1991[11]
- Aberto de Almeria do Circuito Mundial de Vôlei de Praia:1992[19]
- Aberto de Almeria do Circuito Mundial de Vôlei de Praia:1991[15]
- Aberto de Cattolica do Circuito Mundial de Vôlei de Praia:1991[14]
- Aberto de Cap d'Agde do Circuito Mundial de Vôlei de Praia:1991[13]
- Aberto do Rio de Janeiro do Circuito Mundial de Vôlei de Praia:1991[5]
- Aberto do Rio de Janeiro do Circuito Mundial de Vôlei de Praia:1990[5]

## Premiações Individuais
[carece de fontes?]